# Cloverfield
Cloverfield is een Amerikaanse film uit 2008, geproduceerd door J.J. Abrams, geregisseerd door Matt Reeves en geschreven door Drew Goddard. De film ging in première (in de Verenigde Staten) op 18 januari 2008, 24 januari in Nederland en 6 februari in België.
Voor de film uitkwam, was er niet veel over bekend: bijna de gehele productie vond in het grootste geheim plaats. Paramount Pictures voerde een grote reclamecampagne om de film te promoten: een aantal websites werd gelanceerd en verscheidene teaser trailers werden uitgebracht. De film was een succes in zijn openingsweekeinde in de Verenigde Staten en bracht 41 miljoen dollar op.

## Verhaal
De film begint met de mededeling dat de volgende beelden afkomstig zijn van een gevonden geheugenkaart. De beelden beginnen als een video, geschoten op een verrassingsfeestje ter ere van Robert Hawkins' vertrek naar Japan om aan de slag te gaan als vicepresident van de reclameafdeling van het bedrijf Slusho!.
Tijdens het feest wordt er een dreun gevoeld. In eerste instantie denkt men aan een aardbeving, zoals ook op het nieuws te zien is, maar eenmaal op het dak zijn de feestgangers getuige van een gigantische explosie op Manhattan. Iedereen vlucht dan de straat op en vlucht weg zonder te weten wat er precies aan de hand is. Dan valt er opeens iets heel groots midden op de weg. Het blijkt het toegetakelde hoofd van het Vrijheidsbeeld te zijn. Er breekt paniek uit en de vrienden proberen samen met andere mensen de stad te ontvluchten. Hud, de gast die gevraagd was het feest op video vast te leggen, blijft tijdens hun vlucht filmen. In eerste instantie proberen ze via de Brooklyn Bridge van Manhattan af te komen, maar dan wordt de brug ineens door iets groots vernield. De oudere broer van Rob, Jason komt onder het grote 'ding' en sterft. Een kleine groep van de feestgangers weet weg te komen en gaat terug naar Manhattan. Robert krijgt intussen telefoon van zijn vriendin Beth, met wie hij op het feest ruzie had. Ze zit klem in haar huis. Hij besluit haar daarop te gaan bevrijden en Hud, Marlena en Lily gaan mee.
Onderweg komen ze het leger tegen en zien ze dat een reusachtig monster de oorzaak van de chaos is. Het leger vecht met alles wat ze hebben maar dat schijnt het monster niet te deren. Bovendien is het monster bedekt met een soort parasieten ter grootte van een hond, die van hem af vallen terwijl hij door de stad loopt. De groep vrienden besluit een metrostation in te vluchten en ze zetten hun tocht voort door de inmiddels verlaten en donkere metrotunnels. Hier worden ze belaagd door een aantal van de parasieten. Marlena wordt gebeten, maar ze weten de monsters van zich af te slaan en vluchten het volgende metrostation binnen. Hier heeft het leger een noodhospitaal ingericht. Het leger adviseert hen te evacueren maar dat weigeren ze. Als men dan merkt dat Marlena gebeten is breekt er paniek uit. Marlena wordt razendsnel afgevoerd in een plastic tunnel. Daarnaast lopen de anderen mee en Huds camera legt vast dat Marlena lijkt te ontploffen. In de ontstane chaos weten de andere drie met hulp van een militair buiten te komen. Deze laat hen gaan maar waarschuwt hen dat Manhattan mogelijk platgegooid zal worden als het leger het monster niet kan stoppen.
Korte tijd later komt de groep bij het gebouw waar Beth woont, maar het gebouw, een wolkenkrabber, hangt helemaal scheef tegen een andere wolkenkrabber aan. Ze besluiten via de nog rechtopstaande wolkenkrabber naar het dak van het scheefstaande gebouw te klimmen, en zo komen ze uiteindelijk in het appartement van Beth. Ze blijkt met haar schouder vastgespiest op een stuk ijzer. Het monster komt hun kant uit. Snel weten ze Beth los te maken en ze vluchten terug via het dak en de andere wolkenkrabber. Op de helikopterevacuatieplaats aangekomen kan Lily nog net mee maar Robert, Hud en Beth moeten wachten op de laatste helikopter.
Eenmaal in de lucht zien ze pas goed hoe groot het monster is. Het beest wordt door een bommenwerper met bommen bekogeld. Even lijkt het monster verslagen, maar dan valt het monster de helikopter vanuit de rookwolken aan en storten ze neer in Central Park. Robert, Hud en Beth overleven de crash, maar het monster duikt boven hen op. Robert en Beth willen vluchten maar Hud verstijft en filmt het monster dat recht boven hem staat. Het monster valt hem aan en even later ligt Hud naast de camera op de grond. Hij is dood.
Beth en Robert vluchten onder een stenen brug terwijl het leger het monster blijft beschieten. Terwijl de sirenes klinken als laatste waarschuwing voordat heel Manhattan platgegooid wordt om het monster te vernietigen, neemt Robert de camera en filmt zichzelf terwijl hij in het kort uitlegt wie hij is en wat er die nacht is gebeurd, gevolgd door een kort shot van Beth. Daarna begint het bombardement en zijn er alleen nog brokstukken van de brug te zien.
In de laatste scène zijn Beth en Rob op Coney Island te zien, een paar dagen eerder. Op de achtergrond is te zien hoe er iets uit de hemel in zee valt.

## Rolverdeling
| Acteur              | Personage            |
| ------------------- | -------------------- |
| Michael Stahl-David | Robert Hawkins       |
| Mike Vogel          | Jason "Hawk" Hawkins |
| Odette Yustman      | Beth McIntyre        |
| Lizzy Caplan        | Marlena Diamond      |
| Jessica Lucas       | Lily Ford            |
| T.J. Miller         | Hudson "Hud" Platt   |

## Productie

### Ontwikkeling
J.J. Abrams kwam met het idee voor een nieuwe monsterfilm toen hij met zijn zoon een speelgoedwinkel in Japan bezocht. Daar zagen ze volgens hem allemaal Godzilla-speelgoed, wat hem inspireerde een nieuw Amerikaans filmmonster te bedenken naast de reeds bestaande King Kong.
J.J. Abrams bedacht zelf het monster voor de film in samenwerking met Neville Page. Dit monster draagt in het scenario de naam Clover. Hij maakte van het monster een pasgeboren wezen dat wakker werd in een voor hem volkomen vreemde wereld en leed aan separatieangst, om zo zijn destructieve gedrag te verklaren. Hij vergeleek het monster met een op hol geslagen olifant. Ook gaf hij expres geen achtergrondinformatie over het monster. Alleen uit de laatste scène kan men afleiden dat het monster mogelijk een buitenaardse oorsprong heeft.
In februari 2007 gaf Paramount Pictures in het geheim het groene licht aan Cloverfield. Matt Reeves werd benoemd tot regisseur en Drew Goddard schreef het scenario.
Het scenario vertoont referenties naar verschillende films, waaronder The Beast from 20,000 Fathoms, Them! en Escape from New York.

### Titel
De film droeg al vanaf het begin de titel Cloverfield, maar dit was aanvankelijk enkel de werktitel. Tijdens de productie werd de naam een paar keer veranderd om de productie van de film geheim te kunnen houden. De naam "Cloverfield" is afgeleid van de naam die in de film door de overheid wordt gegeven aan het incident met het monster.
Voordat Cloverfield van werktitel de officiële titel werd, werden de volgende titels gebruikt voor de film:
- 1-18-08 (USA) (promotietitel)
- Cheese (USA) (valse werktitel)
- Clover (USA) (valse werktitel)
- Monstrous (USA) (promotietitel)
- Slusho (USA) (valse werktitel)
- Untitled J.J. Abrams Project (USA) (werktitel)
- Greyshot (USA) (voorgestelde titel)

### Opnamen
De audities voor de film werden in het geheim uitgevoerd. Om te voorkomen dat acteurs die auditie kwamen doen maar niet werden aangenomen de plot van de film zouden verraden, werden er geen scenario's voor Cloverfield zelf maar oudere scenario's van eerdere films en televisieseries gebruikt tijdens de auditierondes. Er werden opzettelijk nieuwe of nog vrij onbekende acteurs geselecteerd.
De opnamen van de film begonnen in juni 2007 met een budget van 30 miljoen dollar. De meeste opnamen vonden plaats met een Panasonic HVX200 en een Sony CineAlta F23 high-definition video camera. Opnamen vonden onder andere plaats op Coney Island, met scènes in het Deno's Wonder Wheel Amusement Park en de B&B Carousel. Sommige binnenopnamen vonden plaats in een studio in Downey. Ook vonden er opnamen plaats in Los Angeles.
De gehele film is opgenomen in Cinéma vérité-stijl; de acteurs hanteren zelf de camera en alles lijkt alsof het is opgenomen als een thuisvideo. Zo schudt de camera als de personages rennen met de camera in hun hand, en springt de scène soms een paar minuten vooruit wanneer de camera zogenaamd even uit heeft gestaan. T. J. Miller, die Hud speelt, zou volgens eigen zeggen een derde van alle opnamen voor zijn rekening hebben genomen. Matt Reeves verklaarde in een interview dat de film moest lijken alsof het gewoon een thuisvideo betrof van een amateurfilmer die toevallig de ramp met het monster van dichtbij meemaakt.
Veel van de filmmakers hebben zelf cameo’s in de film, maar vaak zijn ze enkel te horen.
De effecten in de film werden verzorgd door Double Negative en Tippett Studio.

### Muziek en geluid
Vanwege de opzet van de film, een teruggevonden homevideo, heeft Cloverfield geen speciaal gecomponeerde filmmuziek. Enige uitzondering is het nummer "Roar! (Cloverfield Overture)" van Michael Giacchino, dat te horen is tijdens de aftiteling. Verder wordt er wat muziek gespeeld tijdens het feestje aan het begin van de film.

## Uitgave en ontvangst

### Marktstrategie
De film werd aangeprezen met een bijzondere reclamecampagne. In plaats van een standaard filmtrailer die in grote lijnen de plot van de film onthult werden enkel korte fragmenten uit de film getoond in de bioscopen. Verder werden aan de film gerelateerde media zoals video’s en (valse) berichten over een monsteraanval verspreid op verschillende websites.
Voor uitkomst van de film werd druk gespeculeerd over de plot. Zo werd gedacht aan een nieuwe Godzillafilm, een verfilming van de werken van H. P. Lovecraft, en een verfilming van Voltron.

### Waarschuwing vooraf

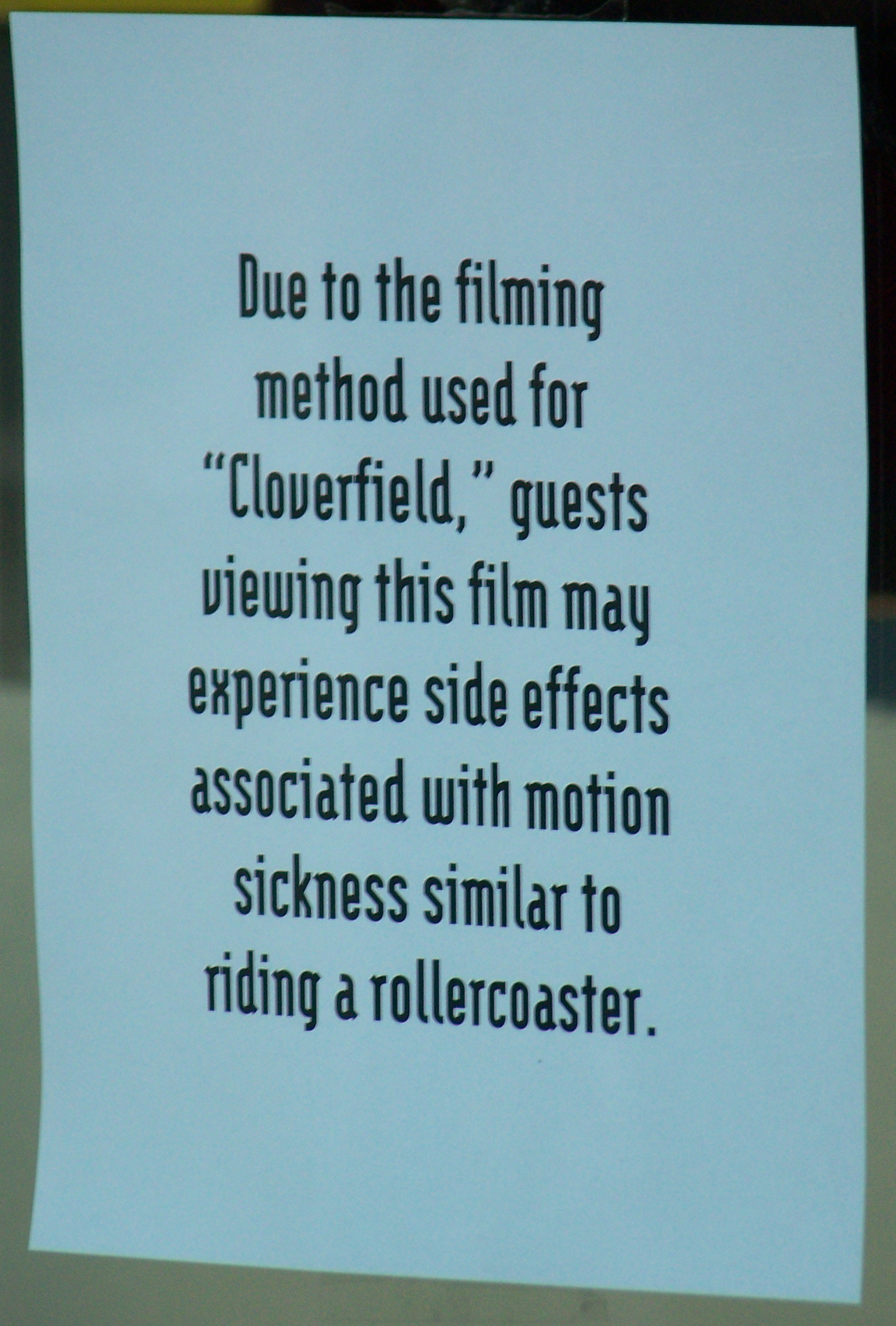
Waarschuwing in een theater voor bezoekers die last hebben van reisziekte.

Omdat de acteurs zelf de camera hanteren, staat het beeld niet stil maar beweegt met hen mee. Dit in combinatie met het feit dat in een bioscoop de film wordt vertoond in een donkere ruimte maakt dat Cloverfield bij mensen symptomen gelijk aan reisziekte kan opwekken. Verschillende kijkers klaagden over hoofdpijn en desoriëntatie na het zien van de film. Mede daarom werd in veel bioscopen een waarschuwing opgehangen dat mensen die snel last hadden van reisziekte de film beter niet konden zien.

### Ontvangst
Cloverfield opende in 3411 bioscopen in de Verenigde Staten. Daar bracht de film de eerste dag 16.930.000 dollar op. In het openingsweekeinde bracht de film 40.058.229 dollar op, waarmee het de succesvolste première die maand was. Cloverfield was tevens de eerste film van 2008 die meer dan 100 miljoen dollar opbracht. De wereldwijde opbrengst kwam uit op 170.602.318 dollar.
Critici waren grotendeels tevreden over Cloverfield. Op Rotten Tomatoes gaf 76% van de critici de film een goede beoordeling. Volgens Metacritic scoorde de film 64 punten op een schaal van 100. Vooral de manier van filmen en de effecten werden geprezen. Het verhaal daarentegen werd bekritiseerd als humorloos en vaak ongeloofwaardig.

### Stripverhaal
Yoshiki Togawa maakte na uitkomst van de film een vierdelige mangaserie als voorgeschiedenis van het verhaal uit de film, getiteld Cloverfield/Kishin (クローバーフィールド/KISHIN, Kurōbāfīrudo/KISHIN). Deze manga werd uitgebracht door de Japanse uitgever Kadokawa Shoten. Het verhaal draait om een Japanse studente genaamd Kishin Aiba, die op een of andere manier een band heeft met het monster.
Hasbro bracht in beperkte oplage een actiefiguurtje van het monster uit de film uit.

### Vervolg
Bij de première van de film gaf Matt Reeves al aan dat een vervolg niet uitgesloten zou zijn als de film een succes werd. Abrams gaf echter aan dat een mogelijk vervolg wel trouw moest zijn aan de eerste film, en dat de productie dus niet overhaast gestart zou worden mocht Cloverfield een succes zijn.
In januari 2010 bevestigde J.J. Abrams dat een vervolg gemaakt zou worden. De film kwam uit in maart 2016 en heeft als titel 10 Cloverfield Lane.

## Prijzen en nominaties
Cloverfield won de volgende prijzen:
2008
- Saturn Award voor beste sciencefictionfilm

2009
- Tweede plaats bij de Chainsaw Awards voor Best Wide-Release Film en Slechtste film
- Derde plaats bij de Chainsaw Award voor Best Score

De film werd verder genomineerd voor onder andere drie VES Awards, drie Teen Choiche Awards, twee Golden Reel Awards en twee Golden Trailers.